# Kizuna Sakura
Kizuna Sakura (佐倉絆, Sakura Kizuna), née le 30 mai 1989 dans la préfecture de Tochigi, est une idole et ancienne actrice pornographique. Elle a été active de 2014 à 2020,. Après sa retraite, elle ouvre une boutique de ramen,,.

## Référence
1. ↑  « グラドル吉田ユウ 仲間のAV転身に「少し心配」 », 東京スポーツ,‎ 13 juillet 2014 (lire en ligne)
2. ↑  『第31回ピンク大賞』の結果発表です！
3. ↑  (ja) デラべっぴん編集部, « 【第31回ピンク大賞表彰式詳細レポート！】令和最初の女王は川上奈々美！ 新人女優賞は霧島さくら、長谷川千紗。助演女優賞は佐倉絆。受賞コメント全文掲載！ ピンク大賞は超満員有終の美に！ », sur デラべっぴんR,‎ 6 mai 2019 (consulté le 16 mai 2019)
4. ↑  (ja) « 元セクシー女優佐倉絆、ラーメン店起業目指す - 芸能 : 日刊スポーツ », sur nikkansports.com,‎ 2020年11月16日 (consulté le 16 novembre 2020)
5. ↑  (ja) « 2020年12月1日うれしいお知らせ！ »,‎ 1er décembre 2020 (consulté le 16 décembre 2020)
6. ↑  (ja) « 元セクシー女優佐倉絆、念願のラーメン店を開店 - 芸能 : 日刊スポーツ », sur 日刊スポーツ,‎ 3 décembre 2020 (consulté le 17 décembre 2020)